# 森下千里
森下 千里（もりした ちさと、1981年9月1日 - ）は、日本の政治家。自由民主党の衆議院議員（1期）。かつてタレントやレースクイーンとして活動した。
戸籍名は「森 千里」。旧芸名は森下ちさと（もりした ちさと）で、2019年まで芸能事務所ビクターミュージックアーツ「Wonderwave」に所属した。かつて、Six Sense Organ株式会社代表を務めていた。
愛知県名古屋市出身。宮城県石巻市に居住し、2021年3月、第49回衆議院議員総選挙に自由民主党から出馬し落選。第50回衆議院議員総選挙では、自民党の比例東北ブロック単独第2位で当選した。

## 来歴・人物
名古屋学院大学経済学部経済学科を中退し、マネーマネジメント検定1級、ファイナンシャルプランナー2級。
2001年頃からレースクイーンとして活動を始め、同年には「レースクイーン・オブ・ザ・イヤー」を受賞した。レースクイーンとなったきっかけは、当時好きだった人から「かわいいんだからそういう仕事すれば」と言われ、「レースクイーンになったら好きになってくれるかもしれない」と考えてオーディションを受けたことであった。結局その人には振り向いてもらえなかったという。
のちにグラビアモデルとして人気を博し、今田耕司からは「雌豹ポーズをさせたらナンバーワン」と称され、均整のとれた体型から中山秀征、スピードワゴンの井戸田潤など芸能人のファンも多い。女優としてテレビドラマや映画、タレントとしてバラエティ番組、それぞれ積極的に出演する。
2015年11月に書き下ろし小説『倍以上彼氏』を上梓する。
2019年12月31日に、所属事務所ビクターミュージックアーツとのマネジメント契約を解約することを発表する。
2021年3月に、第49回衆議院議員総選挙に自由民主党が森下を宮城5区の候補者として擁立する意向が報じられ、3月14日に立候補する意向を表明した。10月31日の投開票で61,410票を獲得するも、小選挙区で立憲民主党現職の安住淳に敗れて落選し、重複立候補した比例東北ブロックも次点で落選した。
2022年11月18日、衆議院選挙区の新しい区割りである「10増10減」の改正公職選挙法案が参議院で可決された。宮城県の小選挙区が1区削減され、森下の活動拠点となる石巻市のほか、東松島市・牡鹿郡などは（新）宮城4区に移行した。
2023年1月29日、自民党県連は、前回の総選挙で宮城4区から立候補し当選した伊藤信太郎と宮城5区から立候補した森下をともに、新宮城4区の候補者として、党本部へ上申した。同年3月22日、党本部の裁定の結果、伊藤が新宮城4区の支部長となり、森下は比例東北ブロックに回ることが決まった。
2024年5月1日、自身のInstagramを更新し、東北福祉大学の客員教授に任命されたことを報告した。
同年10月14日、自民党は第50回衆議院議員総選挙の比例代表に立候補する285人の名簿順位を発表した。比例東北ブロックにおいては江渡聡徳を単独1位、森下を単独2位とする優遇措置がとられた。10月27日、投開票が行われ、森下は初当選した。

## 政策・主張
- 企業・団体献金を禁止することに反対[22]。
- 非核三原則について、2024年のNHKのアンケートで「見直すべき」と回答[22]。
- 憲法改正に賛成[22]。
- 女性が天皇になることに反対[22]。
- 選択的夫婦別姓制度の導入に反対[22]。
- 同性婚制度の導入に反対[22]。
- 候補者や議席の一定割合を女性に割り当てる「クオータ制」の導入に賛成[22]。

## 発言

### 食料自給率に関する発言
2022年1月にYouTubeチャンネル『日経テレ東大学』で、森下と西村博之がおこなった生配信での対談動画で、西村の「具体的に、どこをどう考えると日本は良くなるんでしょう？」という質問に対し、森下はなるべく地元のものを食べてもらいたいとして「食料自給率を上げたい」との思いを明かした。
しばらく会話をした後、西村が「すみません。食料自給率って、どういう意味の数字だか、（森下が）ちょっとわかってないような気がしたんですけど、説明していただいてもいいですか？」と食料自給率の定義について説明を求めると、森下は「国内で消費したものを、しっかり国内で消費していく率を上げたいなって思ってます」と回答した。
同番組のキャラクター・ヒラメキパンダから「知らないことは知らないって笑顔で言うスタイルもアリかなと思いますので」と言われた森下は、「すみません。ごめんなさい。頭が真っ白になってしまいました、すみません」と弁解した。

## エピソード
- 『ITホワイトボックス』では、主に横文字のキーワードに対して天然ボケ的コメントを発することがあるが、時々それが的を射た回答になっていることもあった[24]。
- 2009年秋からスポーツカー「ポルシェ・ケイマン」を自身の愛車としてしばしば披露していたが[25]、2010年3月に渋谷区笹塚の甲州街道で接触事故を起こしたことが報じられ[26]、3月31日にブログで謝罪した[27]。
- 一番好きなアニメは『シティーハンター』。
- ファッションセンスが独特になることがあり、『ロンドンハーツ』（2008年8月19日放送分）に出演した際に、宇宙服のようなジャケットとフリルが沢山ついた10万円の私服スカートを披露して共演者らに不評となる。
- 高校時代は帰宅部で、ミスタードーナツでアルバイトをしていた。
- 趣味は釣りで、旅番組やバラエティーの仕事を通じて傾倒し[28]、不定期で釣り番組に出演した。
- 連続28日間食べ続けられるほど大のカレー好きで[29]、2006年に「カレーを食べる会」（1996年発足）を「芸能人カレー部」に発展させることを発案して自ら副部長に就任した。森下は各地のカレー店を食べ歩いて詳細なメモをつけているほか、手作りのオリジナルカレーを大勢にふるまうこともある。カレー以外の料理はまったく作れないと自嘲する。
- 2009年8月に『焼肉とチーズフォンデュの店 焼肉森下千里』を埼玉・大阪・兵庫にそれぞれ開店したが、現在はすべて閉店している。
- ゴルフは片山晋呉プロのゴルフ番組へのゲスト出演をきっかけに始め、2017年時点でベストスコアは80でティーチングプロ資格を有する[30]。

## 資産公開
2025年4月7日に公開された衆院議員の資産等報告書によると、森下は「資産ゼロ」で、航空会社など4社の株券を保有していた。

## 出演

### テレビドラマ
- 仮面ライダー龍騎（2002年 - 2003年、テレビ朝日・東映） - 浅野めぐみ 役
- 温泉天使（2002年、KBS京都）
- 美女か野獣 第5話（2003年2月6日、フジテレビ系） - ケイ 役
- こちら本池上署（2004年2月2日、TBS）
- ファンタズマ〜呪いの館〜 EPISODE5「別れのワイングラス」（2004年9月12日・19日、テレビ東京）
- 土曜ワイド劇場「おとり捜査官・北見志穂(8) 妖しい傷跡の死美人“幸福の花嫁”連続殺人事件!」（2004年12月4日、テレビ朝日）
- 輪舞曲 第2話（2006年、TBS） - 白鳥クミ 役
- 都立水商!（2006年3月28日、日本テレビ） - 近藤あけみ 役
- 火曜ドラマゴールド「ビネツ 〜美肌の誘惑 現代エステ大奥物語〜」（2006年11月14日、日本テレビ） - 小松めぐみ 役
- キッパリ!（2007年1月29日 - 4月13日、中部日本放送制作/TBS系） - 篠崎アヤ 役
- 拝啓トリュフォー様（2008年1月28日 - 2月1日、テレビ朝日）
- 怨み屋本舗スペシャル2〜マインドコントロールの罠〜（2009年1月7日、テレビ東京） - 篠原彩 役
- 世にも奇妙な物語 春の特別編「輪廻の村」（2009年、フジテレビ） - 麻紀 役
- 猿ロック Episode5-2（2009年10月8日、読売テレビ/日本テレビ系） - 深田りえ 役
- 傍聴マニア09〜裁判長!ここは懲役4年でどうすか〜 第2話（2009年10月29日、読売テレビ/日本テレビ系） - 三崎カオリ 役
- 土曜ワイド劇場「火災調査官・紅蓮次郎 スペシャル」（2010年2月13日、テレビ朝日） - 西島桜 役
- 土曜ワイド劇場「西村京太郎トラベルミステリー55 寝台特急カシオペア殺人事件」（2010年11月27日、テレビ朝日） - 夏山未奈 役
- 仮面ライダーオーズ/OOO 第27話（2011年3月27日、テレビ朝日・東映） - バイクの女 役
- 土曜ワイド劇場「おとり捜査官・北見志穂(16) 婚カツ美女連続殺人」（2012年6月9日、テレビ朝日） - 川端愛 役
- 水曜ミステリー9「内田康夫サスペンス 鬼刑事と車椅子の少女 ドクターブライダル」（2013年5月22日、テレビ東京） - 中町ルリ 役
- 刑事110キロ 第2シリーズ 第1話（2014年4月17日、テレビ朝日） - 池田ミツル 役
- 月曜ゴールデン「赤かぶ検事奮戦記5」（2015年2月2日、TBS） - 浜岡咲子 役

### WEBドラマ
- Break Out!（2004年、Toshiba Web Street） - 鈴木すみれ 役（※2005年に映画上映）
- 性病先生（2006年1月、GyaO） - 看護婦 役

### バラエティ番組ほか
レギュラー・準レギュラー番組
- 特命リサーチ200X II（2002年 - 2004年、日本テレビ） - 長谷川恵美子（オペレーター） 役
- After Racing Cafe（2003年、グリーンチャンネル）
- シブスタ・金曜日（2004年 - 2005年、テレビ東京）
- 森下千里のファミナビ（2004年 - 2005年、ファミリー劇場）
- ぶちぬき・木曜日（2005年 - 2006年、テレビ東京）
- TA☆RO（2006年 - 2008年、中京テレビ）
  - SAKAE TA☆RO（2008年 - 2009年、中京テレビ）
- 熱闘!ゴルフ向上委員会（2006年 - 2008年9月、テレビ東京）
- 志村けんのバカ殿様（2008年 - 2010年、フジテレビ） - 腰元 役
- ITホワイトボックス（2009年4月 - 9月、再放送：2009年10月 - 2010年3月、NHK教育）
  - ITホワイトボックスII（2010年4月 - 9月、再放送：2010年9月 - 、NHK教育）
  - ITホワイトボックスIII（2011年4月 - 9月、NHK Eテレ）
- ドライブ A GO!GO!（テレビ東京）
- Shibuya Deep A（2007年 -2013年 、NHK BS2） - 準レギュラー
- 山中秀樹のあそびにマジメ（2011年4月 - 2015年4月、BSフジ） - アシスタント
- まちイチ〜千里の道も一歩から〜（2011年5月2日 - 2015年12月21日、中部日本放送）
- 絶品! カレーなる週末（2012年4月 - 2013年3月、BS-TBS）

その他
- 日立 世界・ふしぎ発見!（TBS）
- 「110の王」 e2nd Life 〜イトー部長のリフレッシュ休暇〜（スカチャン!ハイビジョン）
- ロンドンハーツ「格付けしあう女たち」（テレビ朝日）
- Love + IDOL（MONDO21）
- 第75回NHK全国学校音楽コンクール 小学-高校の部（2008年10月11日 - 13日、NHK教育） - 司会
- 限定品コラボネーゼII（2008年10月14日・21日、フジテレビ） - 番組限定販売ストールをデザイン。
- 生放送! ETV50 学ぶ冒険〜NHK教育フェア2009〜（2009年10月31日、NHK教育） - 司会
- 釣りロマンを求めて（2009年 - 、テレビ東京） - 不定期
- Nコン2010スペシャル「合唱のちから」（2010年4月29日、NHK教育） - 進行
- ロンドンハーツ3時間スペシャル「淳が泊まってジャッジ！ホントはいい女GP」（2012年6月19日、テレビ朝日）
- ローカル路線バス乗り継ぎの旅 第14弾 名古屋～能登半島（2013年4月27日、テレビ東京）
- 今夜くらべてみました（2014年9月9日、日本テレビ系）

### ラジオ
- 松本和巳の納得いかない!（2002年4月 - 9月、文化放送）
- 杉山清貴・松本和巳のセイ!ヤング21（2002年10月 - 2003年3月、文化放送）
- 和巳と千里の聞いてnight!（2003年4月 - 9月、文化放送）
- 円都通信 ラジオドラマ「J.C」（2004年、TOKYO FM） - 佐藤文子 役
- サントリー・サタデー・ウェイティング・バー（2005年4月 - 8月、TOKYO FM） - バーテンダー見習の森下 役
- Aloha Rainbow（bayfm）

### CM
- エンターブレイン「新ベストプレープロ野球」（2003年）
- リコー「ジェルジェットプリンター」（2004年）
- 任天堂「メトロイド ゼロミッション」（2004年） - サムス・アラン 役[32][注 4]
- 福岡競艇（2005年） - イメージキャラクター
- 古本市場（2007年） - イメージキャラクター
- 「カワ*KiSHiN」プロジェクト （2008年） - イメージキャラクター
  - 奥田順子・小畑由香里・松本莉緒・平子理沙・八田亜矢子らと共演
- 名古屋トヨペット（2012年 - ）

### 映画
- オッパイ星人（2005年、キングレコード）
- グロヅカ（2005年、アドギア） - アイ 役
- 劇場版 仮面ライダーカブト GOD SPEED LOVE（2006年、東映） - 北斗修羅 役
- 椿三十郎（2007年12月1日公開、東宝、監督：森田芳光） - 腰元 役
- パレード（2010年、ショウゲート） - 仁科有里 役

#### 劇場アニメ
- 劇場版BLEACH MEMORIES OF NOBODY（2006年、東宝） - かわいい店員 役

### オリジナルビデオ
- 森下千里のスパイガール大作戦（2002年）
- Departed to the future（2009年3月25日発売） - EIKO 役

### 舞台
- 劇団たいしゅう小説家「H〜i!Jack!! やぁ!ジャックさん!!」（2005年7月23日 - 31日）
- 舞台版 こちら葛飾区亀有公園前派出所 〜30周年だよ!おいしいとこ取りスペシャル!!〜（2006年8月3日 - 13日） - 秋本麗子 役
- 志村けん一座「志村魂2」（2007年6月16日 - 27日）
- テトラクロマット第1回公演「銀河廃線 ～あの夜、僕は汽車から降りた。～」（2013年7月24日 - 28日） - エリ 役

### ゲーム
- グラドルハーレム（2011年、GREE・image.tv）

## レースクイーン
- レースクイーン・オブ・ザ・イヤー2001受賞
  - 2001年 全日本GT選手権 GT500 イエローコーンギャル
  - 2001年 フォーミュラ・ニッポン Olympic KONDO Joule Queen
  - 2001年 スーパー耐久 FK/Massimo サーキットレディ

## 出版

### 著書
- 倍以上彼氏（2015年11月、河出書房新社）ISBN 4309024262

### 写真集
- マルガリータ（2001年9月、撮影：市健治、三栄書房）ISBN 4879044571
- REM〜Rapid Eye Movement（2002年4月、撮影：沢渡朔、アスペクト）ISBN 4757209150
- POISON Vol.1（2002年7月、撮影：佐藤竜一、エッジ） - メイキングDVDが付属。ISBN 978-4-921159-42-9
- MC（2003年4月、撮影：井ノ元浩二、ワニブックス）ISBN 4847027353
- Natural（2003年11月、撮影：野村誠一、小学館）ISBN 4091012191
- 月刊 森下千里（無印、Special、III、IV）（撮影：石田東（無印）ほか、新潮社）
- Lady-go!（2004年11月、撮影：沢渡朔、講談社） - メイキングDVDが付属。ISBN 4063528065

## 作品

### イメージ映像作品
- PASSION（2002年7月20日、エッジ） - オリジナルビデオ「森下千里のスパイガール大作戦」を全編収録。
- Honey Bunny（2002年9月4日、キングレコード） - VHS、DVD。2004年7月廉価版発売。
- 森下千里（2003年4月23日、キングレコード） - DVD。2004年9月廉価版発売。
- in The Six Senses（2003年12月17日、ポニーキャニオン） - VHS、DVD。
- Another Sense（2003年12月17日、ポニーキャニオン） - VHS、DVD。
- Cinderella Road（2004年2月20日、デジキューブ） - VHS、DVD。
- 千里ノ道（2004年3月25日、ハピネット・ピクチャーズ）
- 月刊 森下千里（2004年4月28日、イーネット・フロンティア）
- Natural（2004年6月18日、デジキューブ） - VHS、DVD。
- Se-女!森下千里（2004年7月25日、GPミュージアムソフト） - VHS、DVD。
- Spark!!（2004年9月21日、リバプール） - VHS、DVD。
- Luxurious Time（2004年11月26日、集英社）
- シブスタレーベル idol complete 2005 Winter BLUE（2005年1月26日、ジェネオン エンタテインメント） - 小倉優子、浜田翔子、富田麻帆、山本梓、森下千里、以上5名のオムニバス映像作品。
- ARTEMIS ~月の女神~（2005年10月19日、イーネット・フロンティア）
- APHRODITE ~恋の女神~（2005年10月19日、イーネット・フロンティア）
- 彩（いろどり）（2007年3月23日、リバプール）
- 監視願望（2007年9月21日、リバプール） - DVD。2018年5月25日にBD版が発売。
- 禁断症状（2009年6月26日、リバプール） - DVD。2018年5月25日にBD版が発売。
- Anniversary（2009年8月28日、リバプール） - 「Cinderella Road」「Spark!!」「彩（いろどり」「監視願望」から一部シーンをセレクト、撮り下ろし映像を追加。
- 月刊 森下千里 ノーパン刑事 〜私がノーパンになった理由〜（2009年9月18日、イーネット・フロンティア）
- 月刊 森下千里 ノーパン刑事 〜復活ノーパン刑事〜（2009年10月23日、イーネット・フロンティア）
- 月刊 Dream 森下千里 〜ユメミルカラダ〜（2011年8月29日、イーネット・フロンティア）

### コンピューターソフト
- My Window 森下千里（2003年12月6日、ホロン）

## 選挙歴
| 当落 | 選挙                   | 執行日         | 年齢 | 選挙区           | 政党       | 得票数    | 得票率 | 定数 | 得票順位 /候補者数 | 政党内比例順位 /政党当選者数 |
| ---- | ---------------------- | -------------- | ---- | ---------------- | ---------- | --------- | ------ | ---- | ------------------ | ---------------------------- |
| 落   | 第49回衆議院議員総選挙 | 2021年10月31日 | 40   | 宮城県第5区      | 自由民主党 | 6万1410票 | 43.11% | 1    | 2/2                | 7/6                          |
| 当   | 第50回衆議院議員総選挙 | 2024年10月27日 | 43   | 比例東北ブロック | 自由民主党 | ーー票    | ーー   | 12   | /                  | 2/5                          |